# Gabriele Martino
Gabriele Martino (Reggio Calabria, 18 agosto 1951) è un dirigente sportivo, ex allenatore di calcio ed ex calciatore italiano, di ruolo centrocampista.

## Carriera

### Giocatore
Martino inizia la sua carriera da calciatore tra le file delle giovanili della Reggina, squadra della sua città natale, per continuare poi in altre formazioni dilettantistiche.

### Allenatore
Successivamente ha intrapreso una breve carriera come allenatore in diverse società dilettantistiche calabresi, come il Rosarno e la Villese, fino ad arrivare sulla panchina della Reggina nel 1986, quando ricoprì il ruolo di vice-allenatore alle spalle del tecnico amaranto Alberto Bigon.

### Dirigente sportivo
Una volta chiusa la parentesi come tecnico in seconda della Reggina, Martino fu richiamato dal presidente amaranto Lillo Foti nel 1991, quando assume la carica di responsabile del settore giovanile e appena un anno più tardi andrà a ricoprire il ruolo di direttore sportivo.
Il 18 maggio 2004, dopo tredici stagioni trascorse con la società amaranto nel frattempo salita dalla Serie C1 fino alla Serie A, Martino decide di rassegnare le dimissioni e nel dicembre dello stesso anno viene chiamato dal neo-presidente della Lazio, l'imprenditore romano Claudio Lotito, a ricoprire la carica di DS, con la collaborazione del consulente di mercato Walter Sabatini. Al termine dell'annata biancoceleste, caratterizzata da un'importante opera di risanamento dopo aver scongiurato il rischio fallimento, Martino, pur avendo contribuito con la sua gestione all'approdo delle Aquile in Coppa Intertoto, rassegna le dimissioni lasciando così l'incarico a Carlo Osti.
Nell'estate del 2005 il dirigente reggino fa ritorno nella sua terra d'origine, stavolta in veste di direttore generale del Catanzaro, esperienza che terminerà dopo pochi mesi con la risoluzione del contratto pluriennale che lo legava al club giallorosso. Si decise di epurare tutti gli uomini che aveva portato il dirigente reggino, ma al termine del campionato il Catanzaro retrocederà in Lega Pro, classificandosi all'ultimo con il successivo fallimento. Due anni più tardi Martino viene chiamato dal Perugia, reduce dal fallimento e ripartente dalla Serie C1: riuscirà a risanare le casse societarie e a conquistare un quinto posto (il piazzamento migliore che gli umbri riusciranno ad ottenere fino al 2010, anno del nuovo fallimento) e a disputare le semifinali dei play off per la promozione. La sua avventura perugina finirà un anno prima del previsto.
Nel dicembre del 2008 Martino torna nella società dove è cresciuto, ovvero la Reggina del patron Foti, firmando un contratto di cinque anni, ma appena trascorso il primo viene licenziato per dissidi interni con la proprietà, pur rimanendo a libro paga fino al 2013.
Il 3 gennaio 2013 viene ufficializzato come nuovo direttore sportivo del Barletta, conquistando con la squadra pugliese, in piena crisi societaria, una insperata salvezza ai play-out.
Per la stagione successiva assume anche le cariche di direttore generale e responsabile del settore giovanile ma, in seguito al cattivo andamento della squadra in campionato, viene sollevato dall'incarico all'indomani della cocente sconfitta in casa contro il Benevento per 6-1, assieme all'allenatore Nevio Orlandi e al preparatore atletico Luigi Mondilla..
Nell'agosto del 2015 viene scelto quale direttore generale, nonché direttore sportivo, della nuova Reggina di Mimmo Praticò, con delega esclusiva alle attività riconducibili all'area tecnica. Dopo due anni esatti però, le strade della Reggina e di Martino si dividono nuovamente, con il dirigente che decide di risolvere consensualmente il suo rapporto con la società amaranto.
Nell'ottobre 2020 diventa il direttore generale della Vigor Lamezia, società da poco rifondata e ripartita dall'Eccellenza.
Il 30 luglio 2021, a seguito del cambio della denominazione dell'ASD Sambiase in "F.C Lamezia Terme" da parte del presidente Felice Saladini, Martino diventa DG del Lamezia Terme, per poi risolvere soltanto qualche mese dopo, ovvero il 3 ottobre, il suo contratto con la neonata società.
Il 28 giugno 2022 fa il suo terzo ritorno alla Reggina (passata di proprietà a Felice Saladini, con il quale hanno lavorato insieme a Lamezia) sempre in qualità di direttore generale, con delega esclusiva alle attività riconducibili all'area tecnica.

## Ruoli istituzionali
Dal 2015 è membro dell'Associazione Direttori Sportivi (A.DI.SE) come consigliere e, dal 29 agosto 2019, ne è il vicepresidente.

### ADISE (Associazione Direttori Sportivi)
- 2015-2019: consigliere
- 2019-oggi: vicepresidente

## Carriera in sintesi
- 1991-1992:  Reggina - Direttore settore giovanile
- 1992-2004:  Reggina - Direttore sportivo
- 2004-2005:  Lazio - Direttore sportivo
- 2005:  Catanzaro - Direttore generale
- 2007-2008:  Perugia - Direttore sportivo
- 2008-2009:  Reggina - Direttore sportivo
- 2013-2014:  Barletta - Direttore sportivo
- 2014:  Barletta - Direttore generale e direttore settore giovanile
- 2015-2017:  Reggina - Direttore generale e direttore sportivo
- 2020-2021:  Vigor Lamezia - Direttore generale
- 2021:  Lamezia Terme - Direttore generale
- 2022-2023:  Reggina - Direttore generale